# Robert Ruffi
Pour les articles homonymes, voir Ruffi.

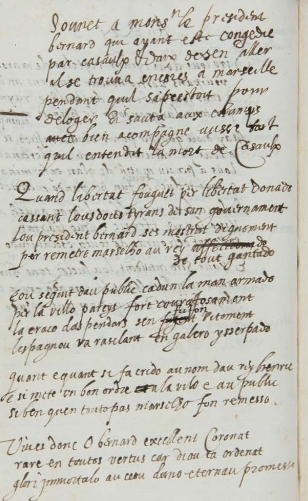

Robert Ruffi (en graphie classique Robèrt Rufi), né à Marseille en 1542 et mort le 25 janvier 1634, est secrétaire de Charles de Casaulx, premier archiviste de la ville de Marseille, écrivain et poète de langue d'oc.

## Biographie
Robert Ruffi est successivement notaire royal, secrétaire de l'évêque de Marseille puis secrétaire et confident de Charles de Casaulx, premier consul de Marseille. Ce dernier le fait nommer premier archivaire avec un traitement de vingt écus d'or par mois.
Il est également un poète provençal fécond, ami notamment de Bellaud de la Bellaudière. Il décrit en vers la peste de  1580. Il écrit aussi « Contradiccions d'amor », livre qui a retenu l'attention des spécialistes du XVIe siècle provençal et où Robert Ruffi y apparait comme un poète accompli qui rivalise avec les meilleurs sonnetistes de langue d'oc : languedocien, provençaux ou gascons. Il écrit également « Le vray discours de la réduction de la ville de Marseille en l'obéissance du roy ». L'ensemble de ses notes et écrits seront largement utilisés par son petit-fils Antoine de Ruffi pour écrire son histoire de Marseille qui sera très augmentée et publiée par le fils de ce dernier Louis Antoine de Ruffi.